# 박정규 (1964년)
박정규(朴正圭, 1964년 2월 18일 ~ )는 대한민국의 정치인이다.

## 학력
- 갈담국민학교
- 섬진중학교
- 임실서고등학교
- 우석대학교 경영학 학사

## 경력
- 2010년 7월 1일 ~ 2014년 4월 4일 : 제6대 임실군의회 의원
- 2022년 7월 1일: 제12대 전라북도의회 의원

## 수상
- 2019년 임실군 덕치면민의 장 공익장 수상[1]

## 역대 선거 결과
|  | 22.48% |

|  | 33.19% |

|  | 67.20% |